# نیونان شرقی (جورجیا)
نیونان شرقی (به انگلیسی: East Newnan) یک منطقهٔ مسکونی در ایالات متحده آمریکا است که در شهرستان کووتا، جورجیا واقع شده‌است. نیونان شرقی ۷٫۷ کیلومتر مربع مساحت و ۱٬۳۲۱ نفر جمعیت دارد و ۲۷۶ متر بالاتر از سطح دریا واقع شده‌است.